# Парша серебристая
Парша́ серебри́стая — грибковое заболевание, вызываемое грибами Helminthosporium solani (синонимы Spondylocladium atrovirens, Helminthosporium atrovirens). Грибница возбудителя распространяется только в клетках кожуры клубня картофеля. Сначала кожура светлая, потом буреющая. Конидиеносцы гриба прямые, цилиндрические, тёмно-оливковые с перегородками, длиной 200—600 мкм, толщиной 10 — 15 мкм у основания и 2 — 4 мкм у вершины, конидии расположены в верхней части конидиеносцев мутовками по 2 — 4 в несколько ярусов. Форма конидий обратно-булавовидная с 2 — 8 перегородками, с сужением на вершине, коричневые у основания, на вершине светлые; размеры: длина 10 — 80 мкм, ширина 6 — 12 мкм у основания и 2 — 4 мкм у вершины. После отчленения от конидиеносцев конидии быстро теряют жизнеспособность (через 1 час при +20°С и относительной влажности 90 % сохраняются живыми около трети всех конидий, через 24 часа — не более 10 %).

## Распространение и вредоносность
Болезнь широко распространена. Вредоносность парши серебристой в основном отражается на семенных качествах картофеля. Поражённые клубни ослабляются и приобретают предрасположенность к развитию вторичной инфекции, вызываемой другими патогенами. Через поражённые участки в клубень проникают возбудители сухих и мокрых гнилей. У клубней существенно портится внешний вид. Кроме того, при высадке больные клубни дают слабые, изреженные всходы.

## Симптомы и жизненный цикл возбудителя болезни

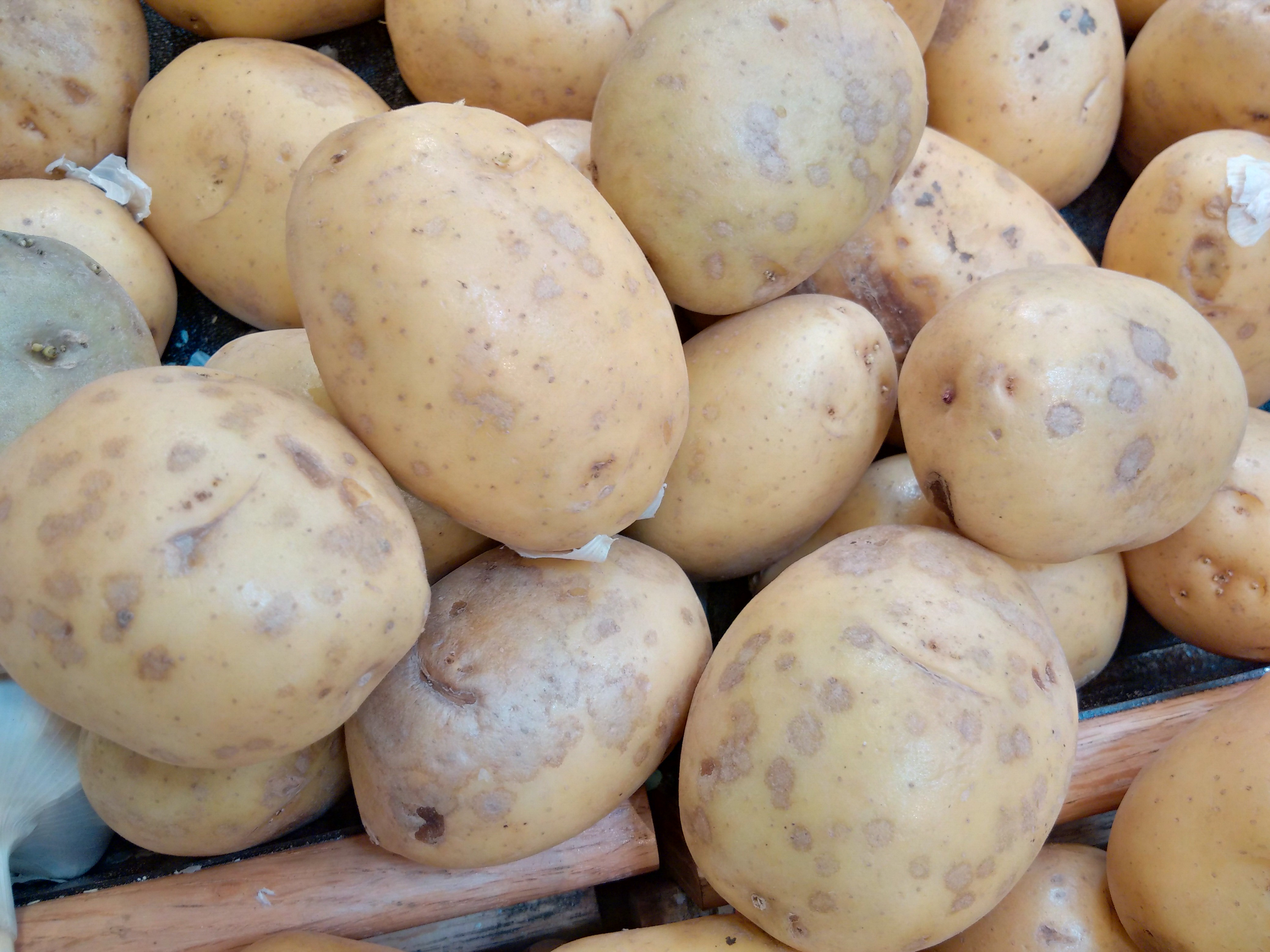
Поражённые клубни

Признаки заболевания возможно выявить на клубнях уже осенью, во время уборки или через некоторое время после закладки их на хранение. Пятна в это время малозаметные, светло-коричневые, без блеска, различной величины и формы. Массовое развитие заболевания происходит к концу хранения, ближе к весне. Поражённая ткань становится слегка вдавленной и имеет хорошо выраженный металлический (серебристый блеск). Образование блеска объясняется тем, что перидерма не позволяет патогену проникнуть внутрь клубня — гриб, распространяясь в слое между перидермой и эпидермисом, отслаивает ткани и обеспечивает доступ воздуха в полости, приобретающие вид серебристых чешуек. На поверхности пятен гриб развивает конидиальное спороношение и мелкие, чёрные склероции. При сильном поражении картофельная кожура начинает сморщиваться, её пропускная способность возрастает, и происходит потеря влаги. Поражения лучше всего заметны весной, на позеленевших клубнях.
Распространение гриба в окружающей среде происходит при помощи конидий. В период хранения развитие болезни провоцирует высокая влажность воздуха и повышенная температура. При +15°С образование спор наступает уже через 1 час, при 10°С, а при 5°С — через 2 — 3 часа. При наличии водного конденсата спорам необходимо всего 2 — 6 часов, чтобы образовался новый очаг инфекции. При температуре +3°С развитие и распространение болезни прекращается. Сохраняется инфекция, главным образом, на семенных клубнях. Гриб поражает только клубни, однако не наблюдается прямой связи между размером поражения клубня грибом и заражением полученного урожая. Посадка слабо заражённых клубней приводит к более сильному заражению клубней нового урожая, чем посадка клубней с высокой степенью поражённости, поскольку мицелий, находящийся на сильно заражённых клубнях, ослаблен и образующиеся на нём споры не обладают высокой инфекционностью. Поэтому используемая в настоящее время методика учёта развития серебристой парши не характеризует качество семенного материала.

## Меры борьбы
Для борьбы с болезнью необходимо:
1. Соблюдение севооборота.
2. Использование для посадки здоровых клубней.
3. Уборку урожая необходимо проводить своевременно при сухих погодных условиях, необходимо скашивать ботву.
4. Перед закладкой на хранение необходимо протравливать семенные клубни фунгицидами. Наиболее эффективно протравливание клубней сразу после уборки препаратами ботран, нитрафен, виватакс 200, максим, целест, фундазол, титусим, текто 45.
5. После закладки на хранение клубни необходимо быстро просушить (за 2 — 4 дня) и создать оптимальные условий для хранения клубней (температура +2…3 °С, невысокая влажность воздуха и наличие вентиляции), не допуская образования конденсата на клубнях.